# テラジイェ

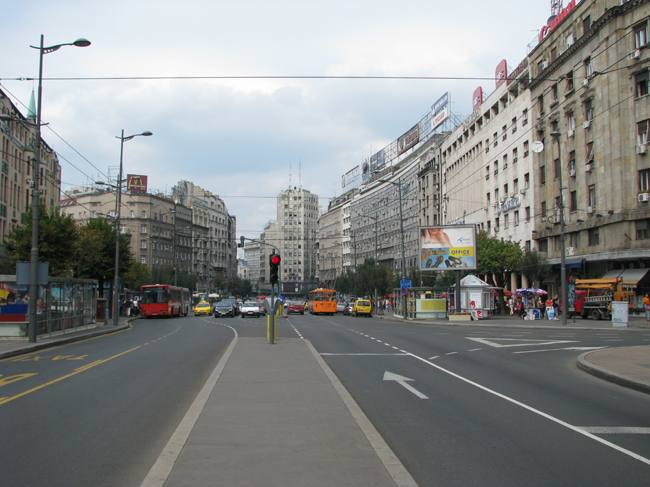
テラジイェ

テラジイェ（セルビア語:Теразије / Terazije）、あるいはテラジエは、セルビア共和国の首都・ベオグラードの中心をなす広場である。ベオグラードのスタリ・グラード区に位置している。

## 場所
ベオグラード市民の多くが、共和国広場やカレメグダンをベオグラードの中心と考えているが、テラジイェは公式にベオグラードの中心として設計された場所である。ベオグラードで街路に沿って番地が割り振られるときは、テラジイェに近い側が若い数字となる。テラジイェそのものは短い通りであり、ベオグラードの目抜き通りであるミラン王通りへとつながっており、その先はスラヴィヤへと至っている。また、ニコラ・パシッチ広場（Nikola Pašić Square）を経てベオグラード最長のアレクサンダル王大通り（King Alexander Boulevard）に繋がっている。プリズレンスカ通り（Prizrenska）からはゼレニ・ヴェナツ（Zeleni Venac）地区、そしてノヴィ・ベオグラードへと結ばれている。コラルチェヴァ通り（Kolarčeva）は共和国広場へと至っている。

## 歴史

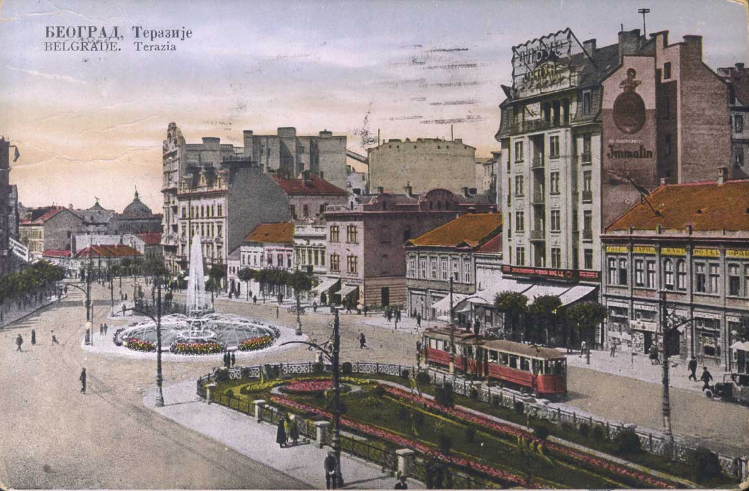
1934年のテラジイェ

テラジイェ地区が都市中枢としての性質を持つようになったのは19世紀前半のことであった。1840年、ミロシュ・オブレノヴィッチ1世（Prince Miloš Obrenović）は、セルビアの職人たち、特に鍛冶屋や銅細工師に対して、トルコ人と入り交じって城塞の内側で暮らすのをやめるよう命じ、代わりに彼らのための家屋や店舗をテラジイェに設けて住まわせた。これは、彼らが使用する火が元となって城塞都市全体に火災が広がるのを防ぐ目的もあった。1834年から1835年および1839年から1940年にかけてのベオグラード市長であったイリヤ・チャラピッチ（Ilija Čarapić）は、命令に従った職人たちのために、テラジイェの土地の確保を進めた。職人たちには無償でテラジイェの土地が与えられた。
テラジイェの呼称の由来について、歴史家で作家のミラン・ミリチェヴィッチ（Milan Đ. Milićević）は以下のように説明している。それによると、「ベオグラードに水を供給するため、トルコ人たちはヴェリキ・モクリ・ルグ（Veliki Mokri Lug）の源泉からの供給システムを築き、その途上に何か所か塔を立てた。水は塔に送られ、その水圧でさらに遠くへ送られる仕組みとなっている。」とし、そうした塔のうちの一つがこんにちのテラジイェの泉となっており、この名前はトルコ語で水の塔を指し示す語であった「terazi（源義は天秤ばかり）」に由来している。
1865年まで、テラジイェの建物は1階建てか2階建てであった。塔は1860年に取り払われ、水飲み場「テラジイスカ・チェスマ」（Terazijska česma）へと変わった。水飲み場はミロシュ・オブレノヴィッチ公の復位を記念して建てられたものである。1911年の広場の改修では、水飲み場はトプチデル（Topčider）へと移転されたが、1976年に再びこの場所に戻された。この広場は、1911年から1912年にかけて大規模に手が加えられ、全く違う姿へと変貌した。広場の中央には花壇が置かれ、背の低い鉄柵で囲われた。逆にブラニスラヴ・ヌシッチ通り（Branislav Nušić）の側には大きな噴水が設けられた。19世紀末から20世紀初頭にかけて、テラジイェはベオグラード社会の中枢となっていった。

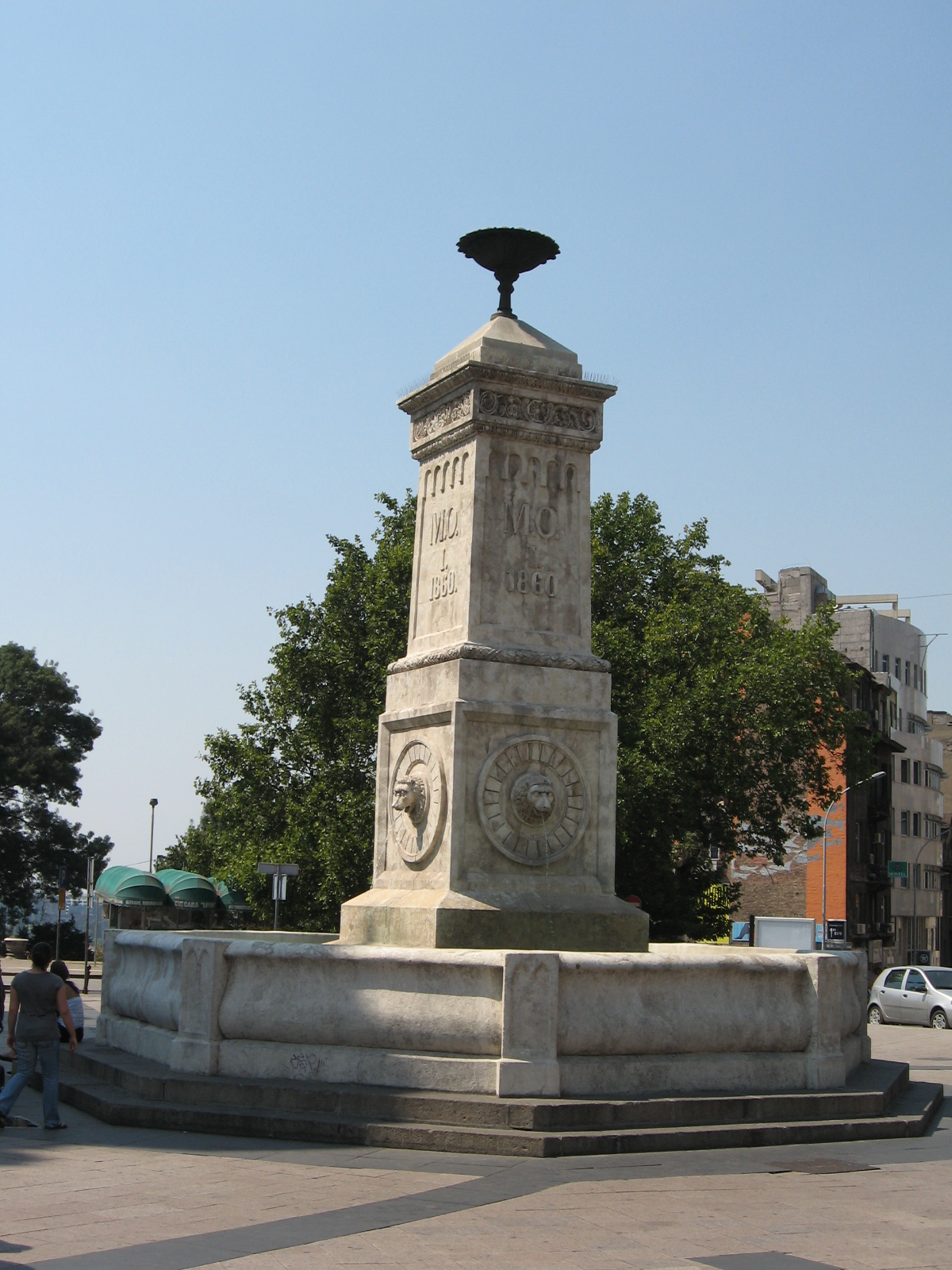
テラジイェの水飲み場

テラジイェには、1948年にも大規模な改造が施されている。共産主義体制発足後の例にもれず、政府は機能不全に陥り、いきいきした鮮やかなベオグラードの広場は縮小され、花壇や路面電車の線路も取り払われ、社会主義リアリズムの色彩を帯びた灰色のビルディングが立ち並ぶようになった。これによってテラジイェの広場は分断され、マルクス・エンゲルス広場（現在のニコラ・パシッチ広場）が形成された。

### 行政
第二次世界大戦後の短期間の後、1052年にベオグラードの行政区分は再編され、独自の自治体・テラジイェ区が設けられた。しかし、1957年1月1日の再編によって2つに分断され、新たに設けられたヴラチャル区とスタリ・グラード区に編入された。スタリ・グラード区の下位に置かれたテラジイェ地区共同体（mesna zajednica）には、2002年の国勢調査で3338人が住んでいることが分かっている。その他の周辺の地区共同体も合わせ、この一帯には11104人が住んでいる。

## 著名な歴史的建造物

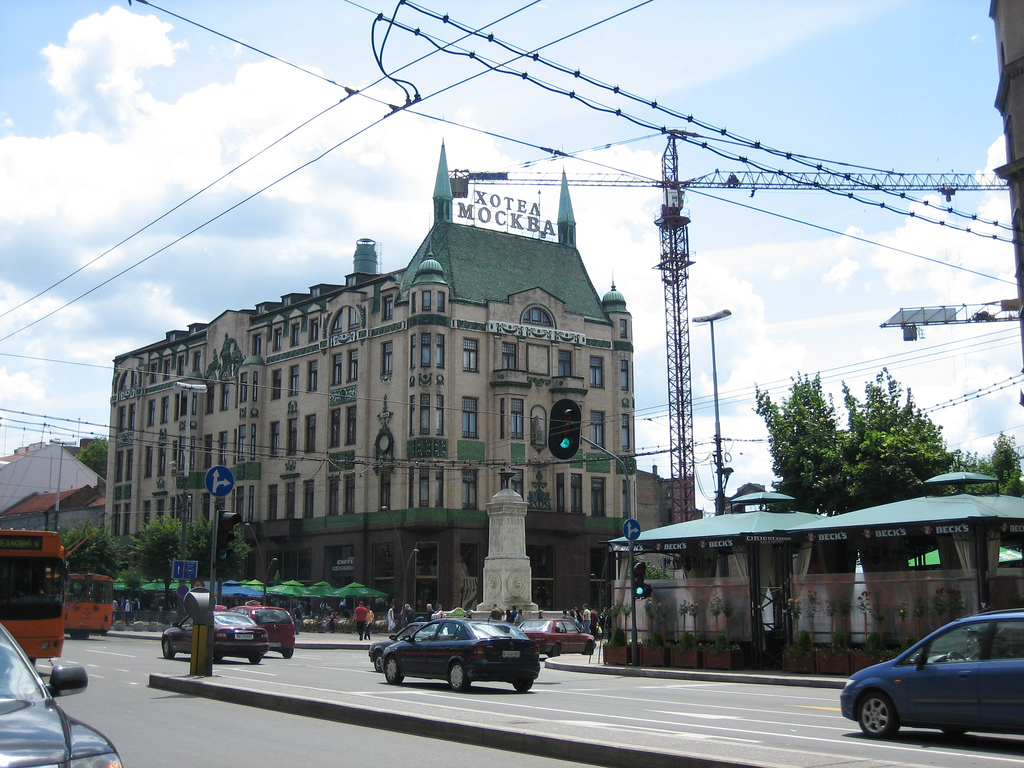
ホテル・モスクワ（Hotel Moskva）

ベオグラードの制度上の中心であり歴史的な繁華街であるテラジイェには、多くの有名な建物が立ち並んでいる。ベオグラードの重要なホテルやレストランはこの地に建てられ、その一部は現在も存続している。
- ホテル・パリ - 1870年代に建てられた。ホテルは1948年の改造のときに取り壊された。現在はベジスタン・ショッピング・エリアとなっている
- コド・ズラトノグ・クルスタ - 「黄金の十字のとなり」を意味するカファナ（kafana）であり、1896年6月6日にはリュミエール兄弟によって初の映画が上映された。現在は「ドゥシャノヴ・グラード」となっている
- ホテル・カシナ - 1860年に建てられ、ホテル・パリの隣にあった。1918年には、このホテルで国民議会が開かれていた。1920年までベオグラード国立劇場の演劇はこの場所で行われていた。現在のホテル・カシナは同じ場所に1922年に建てられたものである。
- タコヴォ - レストラン、映画館
- ホテル・モスクワ（Hotel Moskva） - 1906年に建てられた当初の姿のままであり、セラミックのタイルでできたファサードで知られる、ベオグラードを代表する美しい建築のひとつである。
- バルカン半島で最大のマクドナルド店舗
- 大きなコスタ・コーヒー（Costa Coffee）の店舗
- アルバニア宮殿（Palace Albanija - 第二次世界大戦前の1937年に建造された、バルカン半島で初の超高層ビルディング
- テラジイェ劇場（Theatre on Terazije） - セルビアのブロードウェイに相当し、世界中からの数多くのミュージカル作品が披露される。2005年に改築され、ベオグラードで最も現代的なビルディングのひとつとなっている。

## テラジイスカ・テラサ
テラジイスカ・テラサ（Теразијска тераса / Terazijska Terasa）、あるいはテラジイェ・テラスは、117メートルの高低差を持つ、テラジイェの丘から、サヴァ川右岸に至るまでの尾根である。歴史上、様々な名前で呼ばれてきたこの坂は、ザパドニ・ヴラチャル（Zapadni Vračar）やサヴァマラ（Savamala）地区にかけて広がっており、現在も続いている川による浸食作用の結果できたものである。この急峻な坂は、カレメグダンの丘からはじまり、テラジイェ、ミラン王通りを経て、バルカンスカ通りとプリズレンスカ通りの間の小さな公園に至るまでの、ゼレニ・ヴェナツ（Zeleni Venac）、サヴァマラ、バラ・ヴェネツィヤ（Bara Venecija）地区が含まれる。この坂そのものも、300メートルの高低差をもつサヴァ丘陵の一部をなしている。
高台の上からはサヴァ川渓谷一帯を見渡すことができ、ノヴィ・ベオグラードの先に広がるスレム（Syrmia）地方まで見ることができる。この傾斜地の開発をめぐっては19世紀から一般大衆や学術的な議論の対象となってきた。1912年にフランスの建築家・アルバン・シャマン（Alban Chamond）によって策定された都市計画では、その美しいパノラマの眺めを損なわぬよう、この傾斜地には噴水と花壇を備えた台形の小さな庭を階段状に並べる考えを思い描いた。1923年にも展望台を設ける計画が持ち上がった。1929年には、セルビアの建築家ニコラ・ドブロヴィッチ（Nikola Dobrović）の計画が承認された。この計画では、傾斜地の両端に2つの高いビジネス・ビルディングを建て、その間の高台には小さなビジネス施設やレジャー施設を設け、傾斜地には階段状に庭や池、噴水などを設置する計画となっていた。1990年代にはドブロヴィッチの計画は再始動されたが、公園の設置は見送られた。2006年にはテラジイスカ・テラサを変える新しい建築案が出ているが、詳細は未定のままとなっている。しかし、傾斜地の南端にあたるバルカンスカ通りでは、大型のビジネス・ビルディングの建造が進められている